# جویی (مجموعه تلویزیونی)
جویی (به انگلیسی: Joey) یک کمدی موقعیت آمریکایی و اسپین-آفی از سریال محبوب فرندز است که از سال ۲۰۰۴–۲۰۰۶ از شبکه NBC پخش می‌شد.

ستاره این سریال مت له بلانک، ایفاگر نقش سابق خود، جویی تریبیانی است. پس از پایان داستان سریال فرندز، جویی برای پیشرفت در حرفه بازیگری، از نیویورک به لس آنجلس مهاجرت می‌کند و ماجراهای تازه‌ای را با خواهرش جینا، خواهرزاده‌اش مایکل و همسایه‌اش الکس رقم می‌زند.